# Formation (Militär)

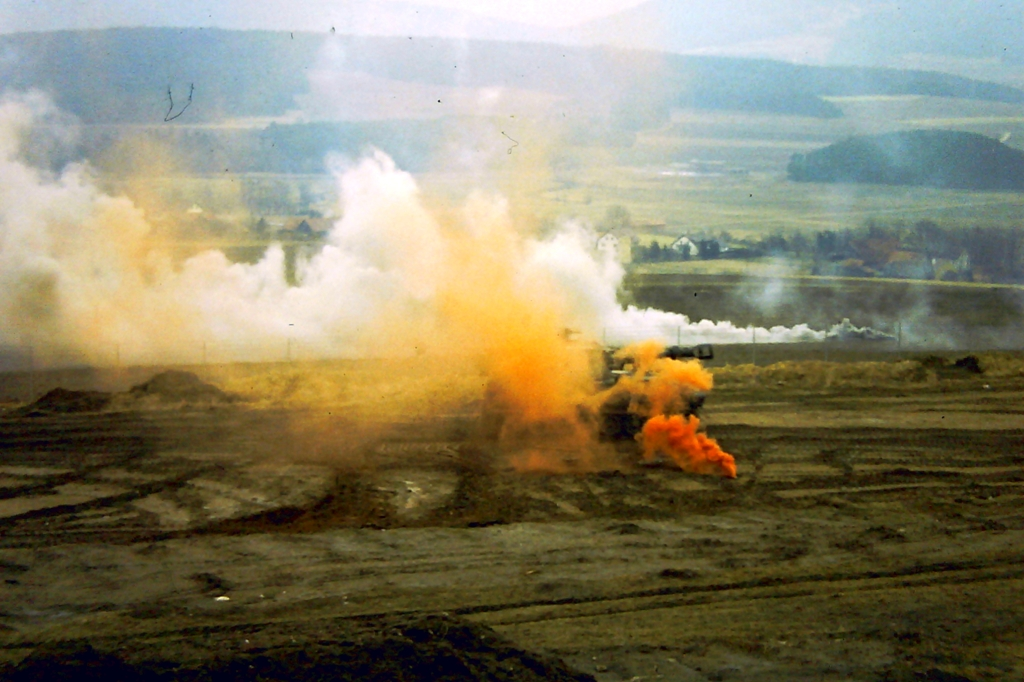
Gefechtsformation Bundeswehr

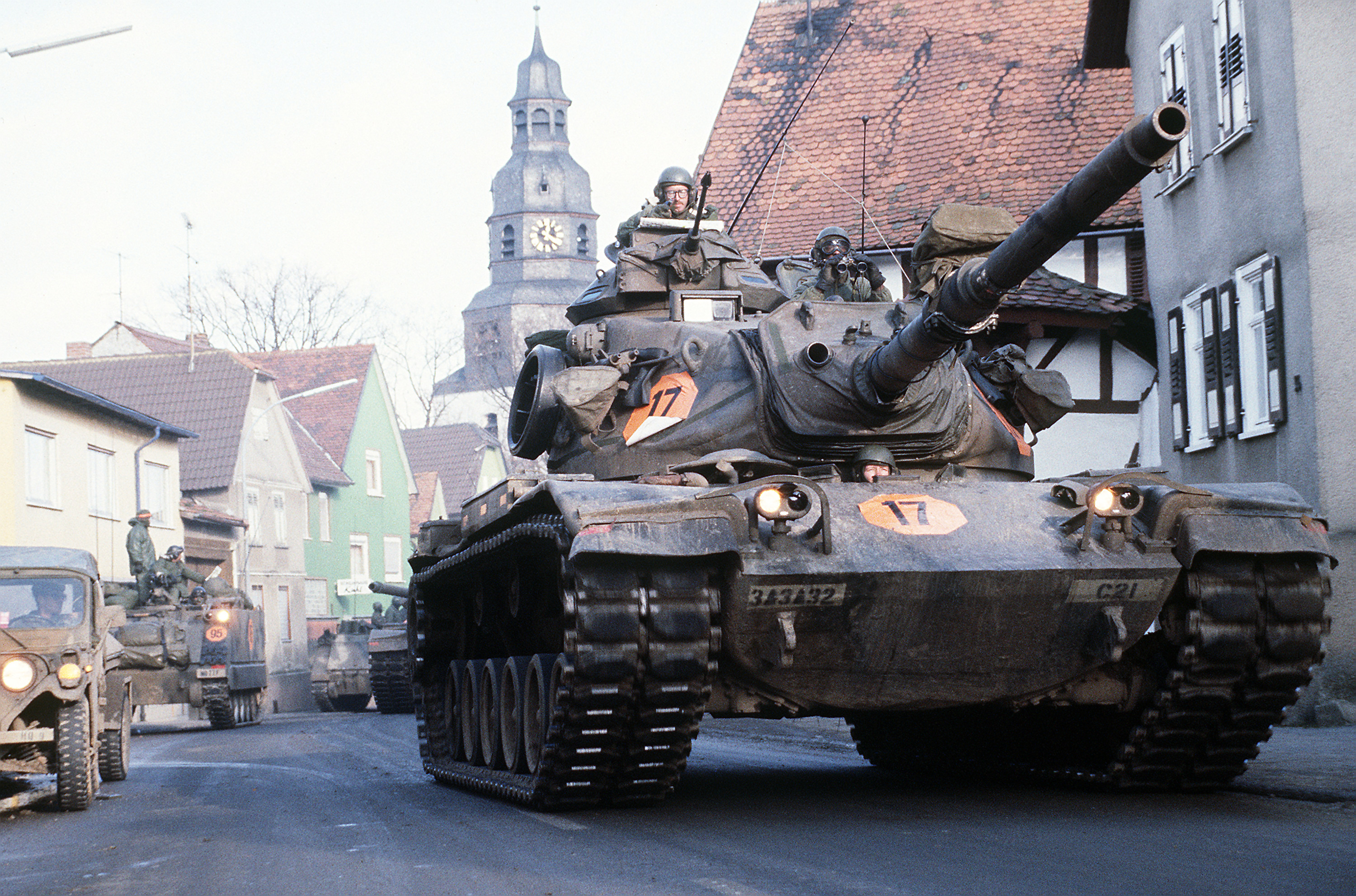
US-Marschformation (1986)

Eine Formation im Militär bezeichnet die aufbauorganisatorische Zusammenstellung von Truppenteilen verschiedener Größenordnungen in verschiedenen Organisationsformen (reguläre Streitkräfte, Paramilitär und andere).

## Charakteristische Merkmale
Militärische Formationen unterscheiden sich durch:
- die Anzahl und Zusammensetzung des Personals (personelle Stärke und Qualifikation);
- die Gruppierung des Personals in einer bestimmten, hierarchischen Führungs- und Befehlsstruktur;
- den erreichten Ausbildungsstand und die dafür eingesetzte spezifische Ausbildungsorganisation;
- die Art, die Anzahl und der Zustand von Waffensystemen und Ausrüstung (materielle Ausstattung).

Für die regulären Streitkräfte von Staaten werden zur Schaffung der nationalen militärischen Formationen frühzeitig Entscheidungen getroffen und in Gliederungs- und Ausrüstungsnachweisen dokumentiert. Darin sind die bereits präsenten (existierenden) Truppen und Kräfte aufgenommen, wie auch die zeitweise zusammenzustellenden (z. B. Marsch-, Sammeleinheiten) sowie die in Anlassfällen neu zu formierenden (z. B. mobilzumachenden) enthalten.
In Ausrüstungsnachweisen wird festgelegt, wie viele Fahrzeuge, Waffen und anderes Gerät (z. B. Heizgeräte, Kompasse, Taschenlampen, Ferngläser, Karten- und Meldetaschen, Zelte, Generatoren bis hin zu Kartenbrettern und sonstigem Kleingerät) eine Einheit als planmäßige Ausstattung erhält. In Gliederungsnachweisen wird der planmäßige Personalumfang angegeben. Darin wird auch bestimmt, wer welche Planstelle (und Besoldungsgruppe) besetzt und wer innerhalb der Einheit befördert werden kann – und wer nicht.
Zum Beispiel präzisierte die deutsche Wehrmacht Details in der Kriegsstärkenachweisung (KStN). Die Bundeswehr legte dies bis zum Jahr 2000 in der Stärke- und Ausstattungsnachweisung (STAN) fest.

## Militärwissenschaft
Militärische Formationen der Teilstreitkräfte, Truppen-/Waffengattungen, Kräftegattungen, Spezialtruppen und militärischen Dienste verfügen über unterschiedliche Gliederungsmerkmale in Abhängigkeit von der Verwendung (dem Einsatz) in der taktischen, operativen, operativ-strategischen oder strategischen Ebene.
In der taktischen Handlungsebene sind überwiegend fixe und vergleichbare taktische Strukturelemente zu finden. In den operativen und strategischen Ebenen sind flexibel zusammengesetzte Streitkräfteformationen typisch.

### Taktische Strukturelemente
Für die Verwendung in der taktischen Handlungsebene zeigt die Gliederung in der Regel typengleiche Strukturelemente mit einer fixen Ausstattung an Personal, Waffensystemen und Ausrüstung.
Als taktische Einheiten werden die untersten Gliederungsformen der Teilstreitkräfte bezeichnet:
- der Trupp, die (Panzer-)Besatzung, die (Geschütz-)Bedienung;
- die Gruppe, der Halbzug, die Rotte / das Paar (Flugobjekte);
- der Zug, der Schwarm / die Kette (Flugobjekte);
- die Kompanie / Batterie, Staffel (Flugobjekte), Schwadron (Kavallerie), Boot (Marine).

Die Einheitsführer tragen die Bezeichnung: Trupp-, Geschütz-, Gruppen-, Zugführer; (Panzer-)Kommandant; Kompanie-/ Batteriechef (-führer); 

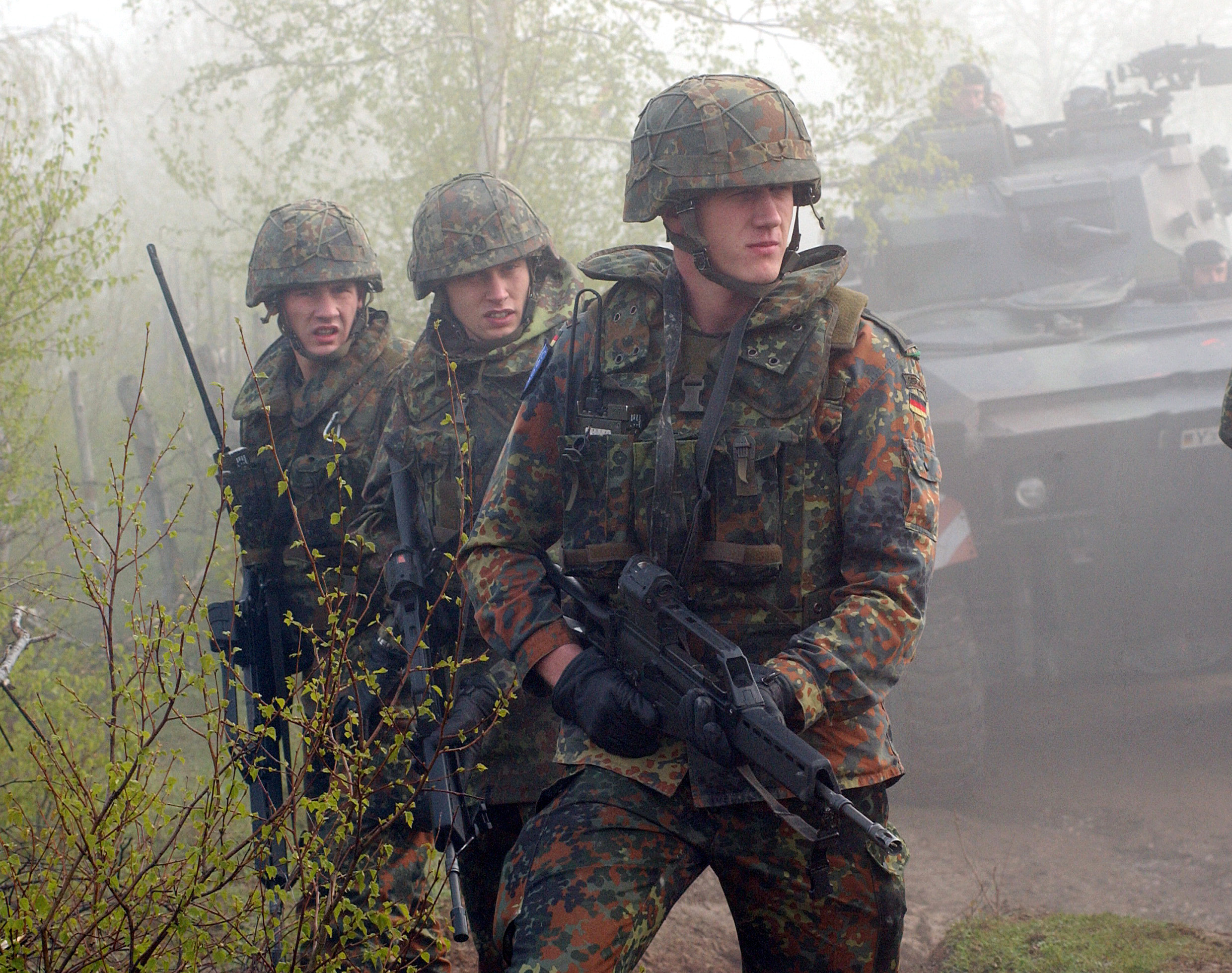
Trupp
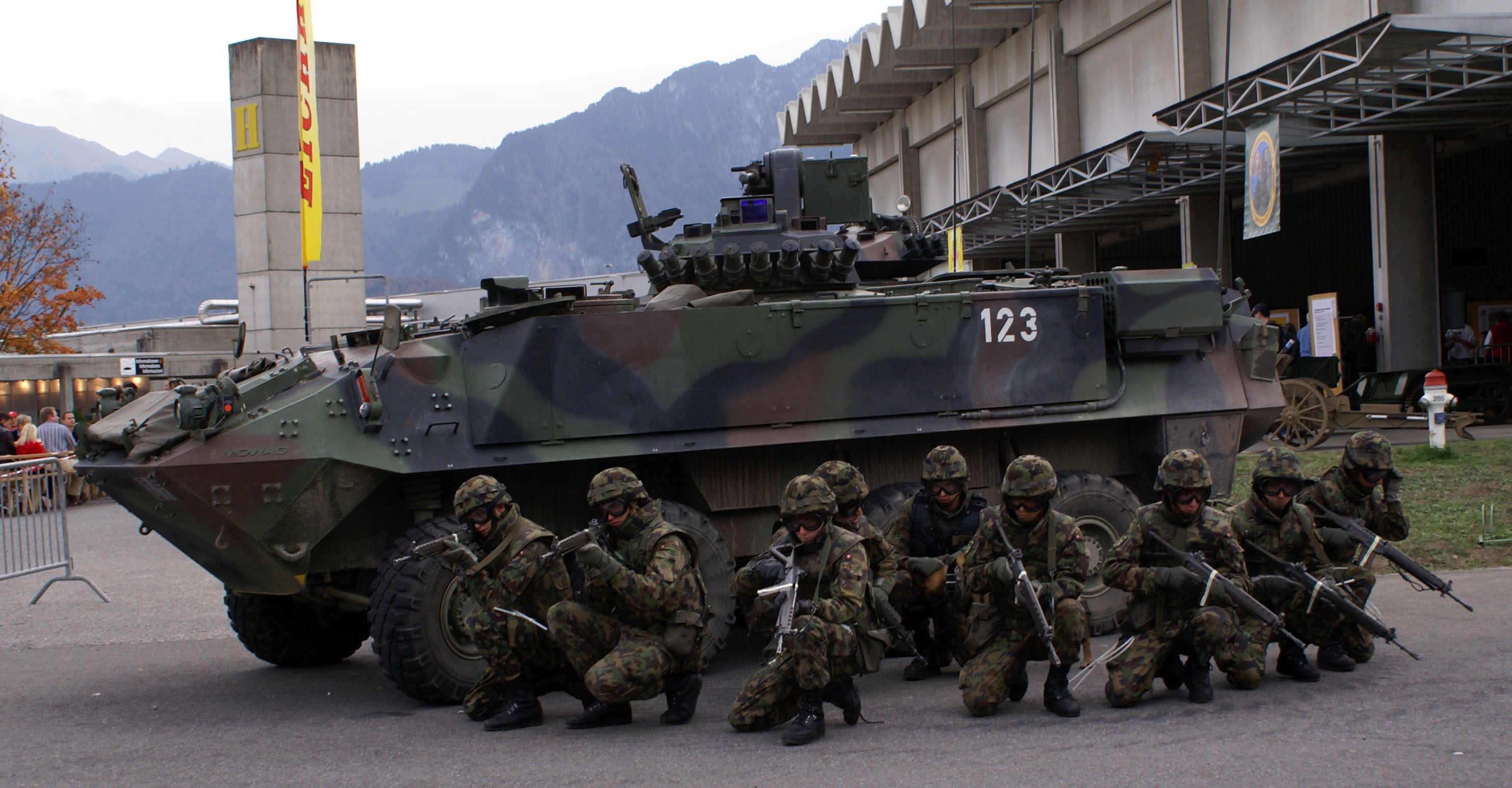
Gruppe
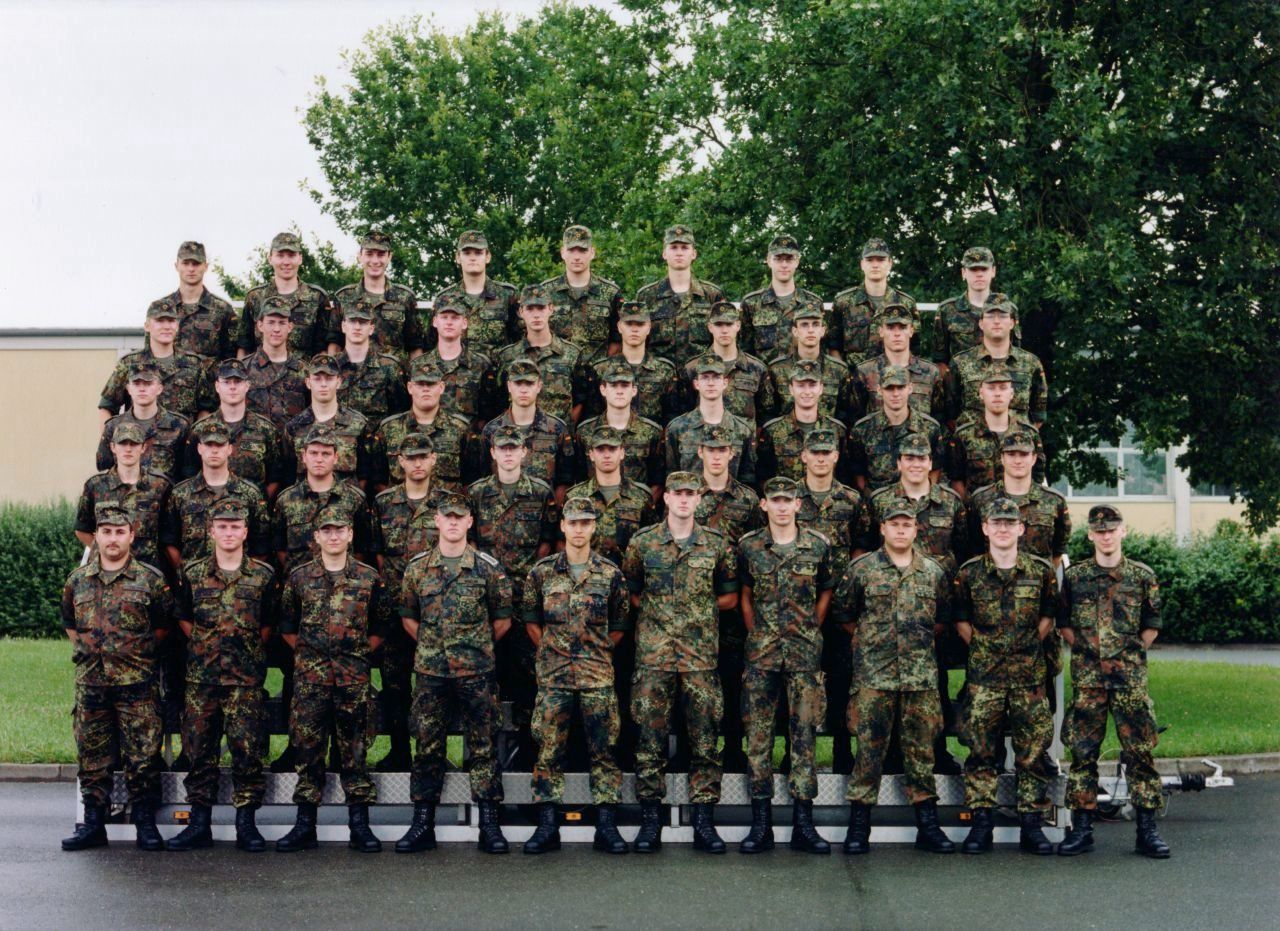
Zug
Kompanie
Panzerzug
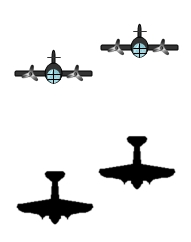
Rotte
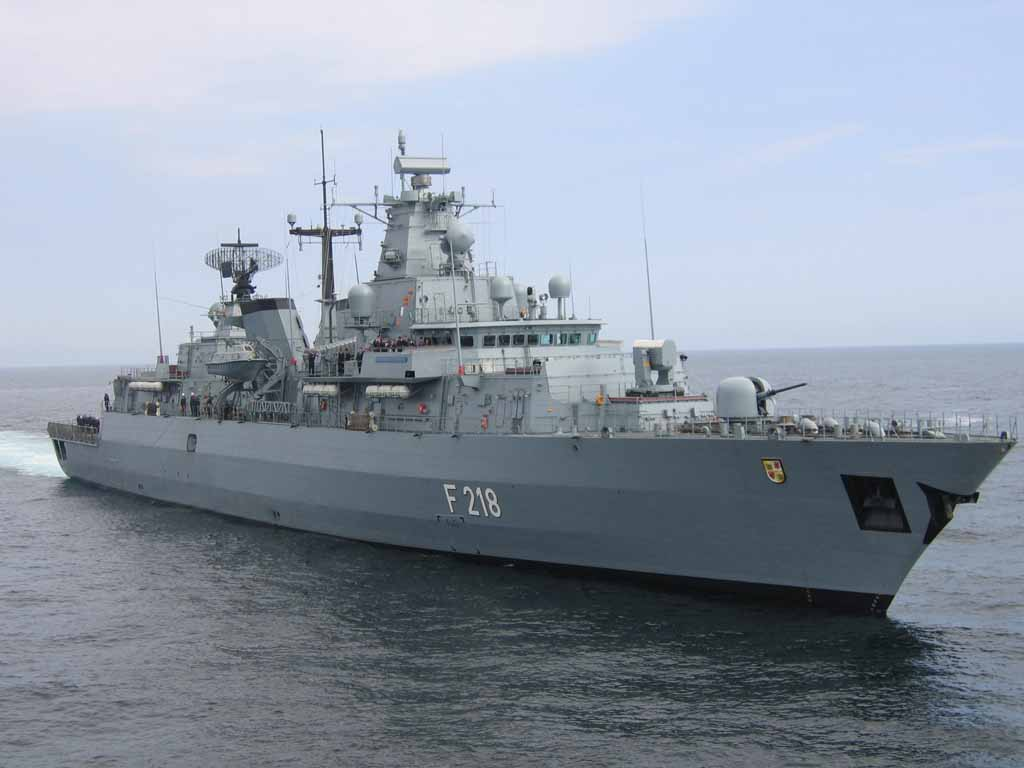
schwimmende Einheit in Form einer Fregatte

Je nach Unterstellung ist ein Bataillon sowohl größte taktische Einheit als auch kleinster taktischer Truppenteil. Ab dieser Größenordnung werden die Formationen von einem „Kommandeur“ geführt.
Als taktische Truppenteile gelten die Strukturelemente:
- Bataillon, Abteilung, Bootsgeschwader und Schiff (Marine);
- Regiment, Geschwader, Schiffsgeschwader (Marine);
- (in einigen Teilstreitkräften) Brigade.

Als taktischer Verband oder auch Großverband werden bezeichnet:
- die Brigade, Flottille (Marine);
- die Division.

### Operative Streitkräfteformationen
Als operativ-taktischer Verband (auch Vereinigung) wird das Korps eingeordnet. Die von einem „Korpskommandeur“ (kommandierender General) geführten Formationen verfügen in ihrem regulären Bestand über zwei bis vier taktische Verbände und diverse Korpstruppen.
Als operativer Verband wird die Streitkräfteformation Armee bezeichnet. Der von einem „Befehlshaber“ geführten Armee können in ihrem strukturmäßigen Bestand neben mehreren Korps auch direkt befehligte Armeetruppen unterstellt sein. Nach Teilstreitkräften werden unterschieden: (allgemeine) Armee, Panzerarmee, Luftlandearmee, Luftarmee, Luftverteidigungsarmee.
Umgangssprachlich wird die Bezeichnung Armee sowohl für die Gesamtheit der Streitkräfte eines Staates als auch nur für die Landstreitkräfte (das Heer) gebraucht.

### Operativ-strategische Streitkräfteformationen
Als operative Vereinigung werden bezeichnet: die Front, die Heeresgruppe, die Armeegruppe.
Die Front ist die von einem Oberbefehlshaber (Oberkommandierenden)  geführte höchste operative Vereinigung von operativen Verbänden der Teilstreitkräfte, von selbstständigen operativ-taktischen Verbänden. Der Bestand ist nicht konstant, er hängt von den zu lösenden Aufgaben und dem Charakter des jeweiligen Kriegsschauplatzes ab.
Bei Handlungen mehrerer operativer Vereinigungen (einer Gruppe von Fronten / Flotten / Armeegruppen) auf einem Kriegsschauplatz mit anliegenden Randmeeren kann eine operativ-strategische Vereinigung geschaffen werden, die strategische Operationen in mehreren strategischen Räumen und in mehreren strategischen Richtungen koordiniert und führt.

## Historische Beispiele
Während des Zweiten Weltkrieges waren Heeresgruppen (Deutschland) bzw. Fronten (Sowjetunion) die größten militärischen Formationen. Sie umfassten jeweils weit über 100.000 Mann. So umfasste die 1. Weißrussische Front bei der Schlacht um die Seelower Höhen elf Armeen mit 77 Divisionen und etwa 1 Million Soldaten.
Die deutsche Wehrmacht verfügte über Luftflotten (im Zweiten Weltkrieg).

## Bundeswehr
In der Bundeswehr tragen diese Strukturelemente zum Teil andere Bezeichnungen:
- Trupps, Gruppen oder Züge sind Teileinheiten. Deren Führer heißen daher Teileinheitsführer.
- Kompanien, Staffeln (die letztgenannten etwa bei Heeresfliegern sowie in der Luftwaffe), Batterien (etwa bei der Artillerie) sind Einheiten. Der Einheitsführer ist mindestens ein diensterfahrener Oberleutnant, der auf dieser Stelle zum Hauptmann befördert wurde. Spezielle Einheiten (Stabskompanien oder selbstständige Kompanien) haben als Chef häufig einen Major. Heute ist der Einheitsführer in der Regel ein Dienstposten für Majore, grundsätzlich mindestens für einen Hauptmann (Besoldungsgruppe A 12).

- Ab der Ebene Bataillon/Abteilung spricht man von einem Verband.
- Ab der Ebene Brigade spricht man von Großverbänden.

Heer, Marine, Luftwaffe bezeichnet man als Teilstreitkräfte (TSK).
Bei der Luftwaffe gibt es das Kommando Luftwaffe sowie das Zentrum Luftoperationen und
Luftwaffentruppenkommando als Korps-Äquivalente
, das Geschwader, die Staffel und die Rotte.
In der Marine existieren das Marinekommando, die Flottille, das Geschwader.
Im Heer gibt es das Kommando Heer, die Division, die Brigade, vereinzelt noch das Regiment, das Bataillon, die Kompanie bzw. Batterie, die Staffel den Zug, die Gruppe und den Trupp/das Team/die Besatzung (eines Panzers u. a.) – Siehe Navigationsleiste Truppenteile, unten. Korps des Heeres finden sich heute ausschließlich auf bi- oder multinationaler Ebene.
In Ausbildungseinrichtungen gibt es zudem den Hörsaal (Zugäquivalent), die Inspektion (Kompanieäquivalent) und die Lehrgruppe (Bataillonsäquivalent).